# ريتشارد بيشوب (موسيقي)
ريتشارد بيشوب (بالإنجليزية: Richard Bishop)‏ هو موسيقي أمريكي، ولد في القرن العشرين.

## وصلات خارجية
- ريتشارد بيشوب على موقع ميوزك برينز (الإنجليزية)
- ريتشارد بيشوب على موقع أول ميوزيك (الإنجليزية)
- ريتشارد بيشوب على موقع ديسكوغز (الإنجليزية)